# Xã Damascus, Quận Henry, Ohio
Xã Damascus (tiếng Anh: Damascus Township) là một xã thuộc quận Henry, tiểu bang Ohio, Hoa Kỳ. Năm 2010, dân số của xã này là 1.801 người.